# No Pier Pressure
No Pier Pressure es el decimoprimer álbum de estudio del músico estadounidense Brian Wilson, publicado por la compañía discográfica Capitol Records el 7 de abril de 2015. El álbum, que incluye la colaboración de artistas contemporáneos como Sebu Simonian, Kacey Musgraves, Zooey Deschanel de She & Him y Nate Ruess de Fun, supone el primer trabajo en solitario de Wilson en cuatro años desde el lanzamiento de In the Key of Disney, así como el primer disco desde su reunión con The Beach Boys y la grabación de That's Why God Made the Radio en 2012.

## Trasfondo
El 6 de junio de 2013, la página web oficial de Brian Wilson anunció que estaba grabando y produciendo nuevas canciones con el guitarrista Jeff Beck, el músico Don Was y sus compañeros de The Beach Boys Al Jardine, David Marks y Blondie Chaplin. Dos semanas después, anunció que el material podría dividirse en tres discos: uno de nuevas canciones de pop, otro mayoritariamente instrumental con Beck y otro de piezas entrelazadas apodado «The Suite» que finalmente fue publicado al final del álbum That's Why God Made the Radio.
Poco después, Wilson se embarcó en una gira veraniega junto a Jardine y Marks, que continuó con una gira junto a Beck en otoño de 2013. Jardine y Marks también se unieron en la gira de dieciocho conciertos que empezó el 27 de septiembre y finalizó el 30 de octubre. Chaplin participó en algunos de los conciertos interpretando «Sail On, Sailor» y «Wild Honey». En octubre, Wilson comentó: «Estamos en torno a dos tercios del camino. Tenemos ocho o nueve canciones hechas, y necesitamos tres o cuatro más. La mayor parte es un material muy meloso, de armonías suaves, sin mucho rock and roll todavía. Es un disco bastante único. Es muy diferente a todo lo que he hecho».

## Grabación
La grabación de No Pier Pressure fue realizada en los tres estudios de Ocean Way Recording en Hollywood, California durante un periodo de dieciocho meses. El ingeniero Wesley Seidman trabajó con Wilson en el estudio, quien prefirió grabar las pistas en ProTools en lugar de usar un equipo antiguo. Como consecuencia, un lote de micrófonos Sanken C0-100K de alta fidelidad fueron llevados a los estudios y utilizados para grabar la batería, una mandolina, una steel guitar y la orquestación.
Joe Thomas, colaborador de Wilson en That's Why God Made the Radio, describió las sesiones de grabación entre Wilson y Beck como «jazz rock fusión con Brian cantando "oohs" y "aahs"». Según Wilson: «[Beck] me dejó alucinado, así que pensamos que se uniera a nosotros en el álbum. Toca la mejor guitarra que jamás hayas escuchado. Realmente toca notas de calidad, más notas por compás de lo que te imaginas».
Sin embargo, las sesiones entre Wilson y Beck, interrumpidas por la gira entre septiembre y octubre de 2013, no llegaron a buen puerto. En enero de 2014, Wilson aclaró que no había escrito ninguna canción con Beck, y que solo sería un artista invitado en su disco. Un mes después, Beck insinuó sobre el estado del proyecto: «No estoy seguro. Por lo que yo sé, cometieron un error agarrándome para una gira y abriendo las compuertas para una gira prematura en lugar de terminar las canciones. Así que dejamos el estudio con la mitad de los temas sin terminar –tres, cuatro canciones en las que se supone que estoy y que están todavía sin terminar. Para mí fue un poco estúpido, ya que deberían haber hecho el álbum, un álbum asesino, y luego salir a la carretera. Pero creo que me querían agarrar mientras estaba todavía disponible. Eso es todo».
Seis meses después, en julio, la revista Rolling Stone comentó que una versión del tema tradicional «Danny Boy» podría ser incluida en No Pier Pressure. Beck se mostró sorprendido por la noticia y comentó que el tema estaba sin finalizar, con solo una parte de guitarra sin arreglar tocada por él. Además, Beck comentó que Wilson apenas habló con él durante las sesiones: «Salía a ver si estaba en el Benedic Canyon o en Coldwater Canyon que suele frecuentar. Suele ir tres veces al día. Iba ahí y efectivamente él entraba a los cinco minutos. Y al salir, le decía: "¡Hola Brian!", y él decía: "¡Hola!". Era como si nunca hubiera existido». A finales del mismo mes, Wilson comentó que las grabaciones con Beck no iban a ser incluidas en No Pier Pressure.
En agosto de 2014, Wilson comentó que la grabación había finalizado y que habían alcanzado el proceso de las mezclas. El 6 de noviembre, Wilson anunció que el álbum estaba terminado.

## Recepción
Tras su publicación, No Pier Pressure obtuvo reseñas mixtas de la prensa musical, con el mayor criticismo centrado en la canción «Runaway Dancer» y en la presencia de Joe Thomas como productor, presunto responsable de recubrir las voces con auto-tune.
La revista Rolling Stone otorgó al álbum tres de cinco estrellas y comentó: «Hay oportunidades perdidas —la canción de She & Him es leve, y una rumoreada colaboración con Frank Ocean es tristemente ausente— y unos poco demasiados recauchutados (la «Sail Away» parecida a «Sloop John B»), a pesar de que las armonías vocales suenan magníficas con Al Jardine y otros compañeros de The Beach Boys a bordo. Sin embargo, No Pier Pssure se presenta como el disco en solitario de Wilson con más visión de futuro». Contactmusic.com describió el álbum como «lleno de nostalgia y musicalmente un mundo lejos de la música pop de 2015», mientras que The Guardian situó a «The Last Song» como «la mejor canción, un arreglo maravilloso y una triste melodía».
Exclaim! comentó que «apilar el disco con invitados como Nate Ruess y Kacey Musgravis y actualizar las composiciones de Wilson con montones de desviaciones estilísticas poco hechas» convirtió al Beach Boy «en un secundario en su propio disco». Sobre «Runaway Dancer», Contactmusic. escribió: «Es todo voces procesadas y ritmos de pista de baile con un coro pop gigante. Se siente completamente separado del resto del disco, pero como es la segunda canción, uno se queda con una sensación progresiva de duda a medida que el álbum avanza hacia más rarezas en la misma línea, aunque por suerte no lo hace». The Guardian expresó que «Runaway Dancer» suena como «Wilson intentando recrear la música house descrita a él por Alan Partridge».
Rebeat destacó la «sensibilidad musical de Thomas hacia la música ligera y su inclinación por el auto-tune», con resultados «variados», escribiendo: «Hay un montón de belleza salpicada por todas partes, pero el oyente tiene que soportar una gran cantidad de pastoso adult contemporary y momentos de rascarse la cabeza para llegar a esa belleza. En otras palabras, es un álbum de los últimos días de Wilson y es seguro que mantendrá hablando -y argumentando- a los seguidores de Wilson durante algún tiempo». The Arts Desk realizó una reseña similar, escribiendo: «Thomas, cuya tendencia a la música ligera está en todo este disco como una desfigurante erupción... sufre de la clase de los valores de producción normalmente reservados para los bares de karaoke y restaurantes baratos». Por otra parte, Allmusic lo comparó con Smile (2004) y That Lucky Old Sun (2008) y comentó: «No Pier Pressure ciertamente no tiene mucho que ver con el gran arte que marcó Wilson en el nuevo milenio» y concluyó diciendo que el álbum «parece realmente extraño, ya que está peligrosamente encaramado entre el mejor y el peor talento pop de Wilson y el instinto del mundo del espectáculo de Thomas».
Creyendo que la verdadera participación de WIlson en No Pier Pressure fue mínima, PopMatters otorgó al álbum una puntuación de dos sobre diez y comentó: «Discutir los temas del disco como si fueran de Wilson se vuelve completamente inútil. Puede tener su anciana voz en el, pero es solo su disco por el nombre. [Wilson] no sabe quiénes son sus artistas invitados, ni debe. El mencionado Thomas hace saber quiénes son estas personas, y las trae básicamente para atraer un poco de atención de los medios a una colección de canciones cojas, sin vida». La publicación también respondió a las críticas positivas de Rolling Stone, The Telegraph y The Guardian, instándoles a «dejar de alentarlo. No déis a la gente de Capitol Records o a Joe Thomas una razón para sacar a Wilson para otro álbum en solitario obligatorio, y dejad que la leyenda continúe en paz».

## Lista de canciones
Todas las canciones escritas y compuestas por Brian Wilson y Joe Thomas excepto donde se anota. 
| Edición estándar |                                                     |                                                 |          |  |
| N.º              | Título                                              | Escritor(es)                                    | Duración |  |
| 1.               | «This Beautiful Day»                                |                                                 | 1:24     |  |
| 2.               | «Runaway Dancer» (con Sebu Simonian)                | Wilson, Thomas, Sebu Simonian                   | 3:58     |  |
| 3.               | «What Ever Happened» (con Al Jardine y David Marks) |                                                 | 2:51     |  |
| 4.               | «On the Island» (con She & Him)                     |                                                 | 2:14     |  |
| 5.               | «Half Moon Bay» (con Mark Isham)                    |                                                 | 3:22     |  |
| 6.               | «Our Special Love» (con Peter Hollens)              |                                                 | 3:43     |  |
| 7.               | «The Right Time» (con Jardine y Marks)              |                                                 | 2:54     |  |
| 8.               | «Guess You Had to Be There» (con Kacey Musgraves)   | Wilson, Thomas, Andrew Salgado, Kacey Musgraves | 3:23     |  |
| 9.               | «Tell Me Why» (con Jardine)                         |                                                 | 3:40     |  |
| 10.              | «Sail Away» (con Blondie Chaplin y Jardine)         | Wilson, Jim Peterik, Larry Millas, Thomas       | 3:42     |  |
| 11.              | «One Kind of Love»                                  | Wilson, Scott Bennett                           | 3:34     |  |
| 12.              | «Saturday Night» (con Nate Ruess)                   | Wilson, Thomas, Nate Ruess                      | 3:30     |  |
| 13.              | «The Last Song»                                     |                                                 | 4:36     |  |

| Edición deluxe |                                                     |                          |          |  |
| N.º            | Título                                              | Escritor(es)             | Duración |  |
| 1.             | «This Beautiful Day»                                |                          | 1:24     |  |
| 2.             | «Runaway Dancer» (con Sebu Simonian)                |                          | 3:58     |  |
| 3.             | «What Ever Happened» (con Al Jardine y David Marks) |                          | 2:51     |  |
| 4.             | «On the Island» (con She & Him)                     |                          | 2:14     |  |
| 5.             | «Half Moon Bay» (con Mark Isham)                    |                          | 3:22     |  |
| 6.             | «Our Special Love» (con Peter Hollens)              |                          | 3:43     |  |
| 7.             | «The Right Time» (con Jardine y Marks)              | Brian Wilson, Joe Thomas | 2:54     |  |
| 8.             | «Guess You Had to Be There» (con Kacey Musgraves)   |                          | 3:23     |  |
| 9.             | «Don't Worry»                                       |                          | 2:42     |  |
| 10.            | «Somewhere Quiet»                                   |                          | 3:02     |  |
| 11.            | «I'm Feeling Sad»                                   |                          | 2:17     |  |
| 12.            | «Tell Me Why» (con Jardine)                         |                          | 3:40     |  |
| 13.            | «Sail Away» (con Blondie Chaplin y Jardine)         |                          | 3:42     |  |
| 14.            | «One Kind of Love»                                  |                          | 3:34     |  |
| 15.            | «Saturday Night» (con Nate Ruess)                   |                          | 3:30     |  |
| 16.            | «The Last Song»                                     |                          | 4:36     |  |
| 17.            | «In the Back of My Mind» (Demo de 1975)             | Brian Wilson, Mike Love  |          |  |
| 18.            | «Love and Mercy»                                    | Wilson                   |          |  |

## Personal
Músicos
| - Brian Wilson – voz, coros, piano acústico, Órgano Hammond, teclados y productor - Sebu Simonian – coros, teclados, acordeón y mezclas (en «Runaway Dancer») - Al Jardine – voz y coros - Blondie Chaplin – voz y coros - Zooey Deschanel – voz y coros - Peter Hollens – voz y coros - Kacey Musgraves – voz y coros - Nate Ruess – voz - M. Ward – guitarra acústica - David Marks – guitarra eléctrica - Mark Isham – fliscorno, trompeta - Joe Thomas – piano acústico, vibráfono, órgano B3 y productor - Darian Sahanaja – piano acústico, vibráfono, órgano B3 - Matt Jardine – coros - Scott Bennett – coros, piano acústico, órgano B3 y vibráfono - Thom Griffin – coros - Jimmy Riley – coros - Jeff Foskett – coros - Wayne Bergeron – trompeta - Larry Hall – trompeta - Tim Bales – trompeta - Bob Parton – trompeta - Carey Deadman – trompeta - Charles Morallis – trombón - Dave Stahlberg – trombón - Tom Garlin – trombón - Probyn Gregory – trompa - John Mason – trompa - Amy Barwan – oboe - Paul Von Mertens – saxofón, flauta, armónica y arreglista - Peter Kent – concertino - Chihsuan Yang – violín - Sharon Jackson – violín - Clayton Haslop – violín - John Wittenberg – violín - Songa Lee – violín - Amy Wickman – violín - Mark Robertson – violín - Julie Rogers – violín - Marisa Kuney – violín - Charlie Bisharat – violín - Scott Hosfeld – viola - Briana Bandy – viola | - Caroline Buckman – viola - Darrin McCann – viola - JoAnn Tominaga – viola - Jill Kaeding – chelo - Cameron Stone – chelo - Alisha Bauer – chelo - Giovanna Clayton – chelo - Vanessa Freebairn Smith – chelo - Jim Keltner – batería - Vinnie Colaiuta – batería - Kenny Aronoff – batería - Chad Cromwell – batería - Eddie Bayers – batería - Nelson Bragg – percusión - Don Was – bajo - Michael Rhodes – bajo - Bob Lizik – bajo - Zachary Dawes – bajo - Brett Simons – bajo - Shane Soloski – bajo - Dean Parks – guitarra acústica - Jimmy Riley – guitarra acústica - Richie Davis – guitarra acústica - Mark Goldenberg – guitarra acústica - Tom Bukovac – guitarra acústica - Jeff Lantz – teclados - Joey Gryzyb – acordeón Personal técnico - Joe Thomas – productor, mezclas - Bob Clearmountain – mezclas - Frank Papplardo – grabación y mezclas - Wesley M. Seidman – grabación y mezclas - Bill Hare – grabación y mezclas - Sergio Relas Jr. – ingeniero de sonido - Larry Milas – ingeniero de sonido - Mike Czazwics – ingeniero de sonido - Gary Griffin – ingeniero de sonido - Nick Rowe – ingeniero de sonido - Andrew Twiss – ingeniero de sonido - Nick Walusko – ingeniero de sonido |